# De gale i Havana
De gale i Havana er en dokumentarfilm instrueret og efter manuskript af Lars Engels fra 1978.

## Handling
Filmen er optaget på Havanas psykiatriske hospital, Mazorra, hvor hovedsageligt kronisk mentalt syge behandles via et rehabiliteringsprogram, der går ud på at integrere dem i samfundet ved hjælp af arbejdsterapi. "De gale i Havana" fortæller om behandlingsmetoder, der anvendes og om den bagvedliggende holdning, der samtidig kan tages som udtryk for det cubanske samfunds menneskesyn. Filmens instruktører: "Vi har ønsket at lave en film fra de gales lukkede og utilgængelige verden. Vise det liv, vi intet kendskab har til. Afmystificere hele den dystre stemning, som de sindssyge omgærdes med - for at finde frem til de gales eget udtryk, som er er et andet end den overflade, man normalt præsenteres for. Desuden har det været vigtigt for os at holde fast i de sindssyges positive ressourcer og ikke kun i symptomerne på deres sygdomme".